# Les Femmes aussi
Les Femmes aussi est une émission produite par Éliane Victor, qui accompagna le paysage télévisuel français durant neuf années, à compter de 1964. Près de 65 volets furent diffusés, retraçant des visages de femmes au quotidien, mettent en lumière à la fois leur diversité et leur similarité.